# Scanner protocollatore
Lo scanner protocollatore è un particolare tipo di scanner utilizzato nel campo dell'archivistica per catalogare correttamente diversi tipi di atti e documenti all'interno di un registro di protocollo. Questa periferica di input avanzata, infatti, a differenza dei comuni scanner, oltre ad acquisire digitalmente una superficie analogica (ad esempio fogli stampati e pagine cartacee), è anche in grado di stamparci sopra una o più stringhe alfanumeriche che consentono di classificare il documento da archiviare nel registro di protocollo.
Tale strumento viene impiegato soprattutto per l'archiviazione dei documenti da parte della pubblica amministrazione: in particolare, in quella italiana, secondo le attuali norme vigenti (con riferimento al DPR 445/2000), gli enti pubblici devono riportare un numero minimo di informazioni sui documenti cartacei ricevuti o inviati ad altri soggetti pubblici o privati (come ad esempio i cittadini). Per tale motivo, disporre di informazioni di questo tipo su un documento (sia esso cartaceo o digitale) permette al soggetto in questione di eseguirne in futuro la ricerca, potendo facilmente distinguere in modo univoco due o più documenti (in apparenza simili per oggetto, data o altro) fino ad identificare quello di interesse; ad ogni documento viene infatti assegnato un numero di protocollo che, assieme ad altre informazioni, ne determina appunto l'unicità.

## Ambito principale di utilizzo
In passato, prima dell'avvento dei computer e dei programmi software di gestione documentale, quando un documento cartaceo oppure un plico (es. posta, pacco) era ricevuto da una Amministrazione pubblica, l'operatore doveva individuare nel libro mastro il primo numero subito disponibile ed assegnarlo ad esso.
Anche la ricerca di un documento o di una pratica rappresentava un'operazione più complessa dato che, in particolare, era necessario rinvenire proprio l'originale cartaceo che, tempo addietro, era stato consegnato, inviato o rilasciato a terzi. Ad esempio, se ci si recava al proprio Comune di residenza, poiché al cittadino non era ancora pervenuta risposta ad una determinata richiesta scritta (ad es. un'autorizzazione per lavori), bisognava comunicare all'operatore il numero di protocollo e la data del documento, quindi attendere con fiducia che essa fosse ritrovata in tempi brevi all'interno dell'archivio documentale.
Ad oggi, dopo che l'operatore ha digitato le informazioni principali negli opportuni campi della finestra del software documentale (es. Mittente, data di ricezione, oggetto), la normativa prevede che sia ora possibile assegnare automaticamente un numero di protocollo univoco. A questo punto, dovendo l'operatore trascrivere il numero di protocollo e ad altre informazioni sul documento in lavorazione, sussistono tre diverse possibilità:
1. Timbro: l'operatore appone un timbro e trascrive manualmente le informazioni negli spazi predisposti (es. Comune di xxxxx, data: gg/mm/aaaa, nr. di protocollo xxxxxxx, ora: xx.xx).
2. Etichetta adesiva: l'operatore seleziona sul software documentale l'opzione di stampa di una etichetta, che sarà generata da una apposita stampante. L'etichetta, che mostra le stesse informazioni del timbro o anche dati aggiuntivi (es. codice a barre), viene apposta in uno spazio libero del documento.
3. Scanner protocollatore: l'operatore inserisce subito il documento (una pagina o tutte le pagine) nel caricatore dello scanner e seleziona sul software l'opzione di "protocollazione". La periferica, in un'unica operazione, esegue sia la stampa che l'acquisizione del cartaceo.

## Vantaggi
I vantaggi dello scanner protocollatore, rispetto a timbri ed etichette adesive, sono molteplici e di seguito se ne riportano i principali:
- Numero minore di operazioni: dopo avere apposto un timbro o una etichetta, l'operatore deve comunque ancora inserire il documento in uno scanner e digitalizzarlo.
- Controllo degli errori umani: se si diminuisce il numero di operazioni manuali richieste all'operatore, eliminando la fase di apposizione del timbro e/o dell'etichetta, è possibile racchiudere l'errore umano nell'unica fase iniziale di inserimento dei dati sul software. È possibile dimostrare che ciò ha anche benefici indiretti sullo stress dell'operatore.
- Economicità: senza perdita di generalità, il costo iniziale di acquisto di una singola unità scanner protocollatore (inclusa cartuccia di inchiostro) è paragonabile a quello totale di acquisto di uno scanner per documenti, una stampante di etichette e relativi consumabili. Si è scelto questo confronto, rispetto a quello con uno scanner per documenti e un timbro, poiché l'iter con apposizione delle etichette adesive è quello più utilizzato.
- Rispetto dell'ambiente e delle normative in ambito di digitalizzazione: per un operatore abituato all'utilizzo di un timbro manuale, operazione ripetitiva e che può generare frequenti errori umani, apporre invece una etichetta adesiva può apparire molto più semplice e veloce. Quando alcune Amministrazioni pubbliche ne scelsero l'adozione, il passaggio fu dettato dal fatto che l'etichetta adesiva permetteva in quel momento una migliore automazione del processo di protocollazione dei documenti. In realtà, con il passare degli anni e con lo sviluppo dello scanner protocollatore, fu chiaro che il sistema poteva essere ulteriormente migliorato. L'utilizzo di etichette adesive infatti, non solo determinava il continuo abbattimento di alberi sul pianeta ma se adottato in un processo (rif. protocollo enti pubblici) nel quale si desiderava trasformare un "cartaceo" nel corrispondente formato "digitale", allora utilizzare etichette significava in effetti "apporre un pezzo di carta su altra carta, prima di trasformare tutto digitalmente". [...]

## Tipologie
Esistono due tipologie di scanner protocollatore:
- Pre-scansione: La stampa viene eseguita prima dell'acquisizione ottica, quindi il documento cartaceo con la stringa di protocollo è assolutamente congruo al formato digitale creato. Questa tipologia è completamente rispondente alla normativa e alle necessità del mercato italiano, nel quale ad esempio anche il timbro o l'etichetta sono apposti prima che l'operatore inserisca il documento cartaceo in uno scanner per documenti.
- Post-scansione: La stampa viene eseguita dopo che il cartaceo è stato già acquisito, quindi il documento cartaceo con la stringa di protocollo non è congruo al formato digitale creato. Quest'ultimo infatti, non potrebbe mostrare la stringa di protocollo e quindi essa viene aggiunta "forzatamente" dal software. Questa procedura non è ammissibile rispetto alla normativa italiana. In altri Paesi, invece (ad esempio, negli Stati Uniti d'America), la procedura è stata sviluppata in modo diverso e la stampa sui documenti è prevista solo dopo che essi siano stati già digitalizzati (ad esempio l'apposizione di una stringa sul cartaceo da parte di un apposito scanner, serve a dimostrare che il documento è stato inserito nel sistema informatico e, quando la stringa è presente, essa indica se esso è stato accettato o rifiutato).